# Roncherolles-sur-le-Vivier
 Roncherolles-sur-le-Vivier  es una población y comuna francesa, en la región de Alta Normandía, departamento de Sena Marítimo, en el distrito de Rouen y cantón de Darnétal.

## Demografía
| 387 | 378 | 505 | 845 | 1069 | 1092 |
| Para los censos de 1962 a 1999 la población legal corresponde a la población sin duplicidades (Fuente: INSEE [Consultar]) |     |     |     |      |      |